# PETMAN
PETMAN (od ang. protection ensemble test manequin) – "człekokształtny" robot projektowany do testów ubiorów ochronnych, używanych przez Armię Stanów Zjednoczonych.
PETMAN został skonstruowany w laboratoriach amerykańskiej firmy Boston Dynamics, jako kontynuacja linii robotów przeznaczonych dla Armii USA (w tym czworonożnego robota BigDog). W odróżnieniu od poprzednich "testerów", które musiały być wspomagane mechanicznie i miały limitowany repertuar ruchów, PETMAN będzie balansował i poruszał się "na wolności"; chodził, czołgał się i wykonywał szeroki zakres innych czynności w trakcie testów, będąc narażonym na chemiczne środki bojowe.
PETMAN będąc ubranym w strój ochronny będzie także symulował ludzką fizjologię przez kontrolowanie temperatury, wilgotności, a nawet potliwości gdy będzie to konieczne, wszystko to aby zapewnić realistyczne warunki testów.
Naturalne, zwinne ruchy są konieczne, by PETMAN symulował to jak żołnierz "nadwyręża" ubiór ochronny podczas wykonywania zadań. Robot będzie miał kształt i wielkość "zwykłego" człowieka, będąc pierwszym "człekokształtnym" robotem, który porusza się tak dynamicznie, jak prawdziwa osoba.
Finał projektu i dostarczenie działającego robota zaplanowany jest na rok 2011.